# کایوتی اکرس (تگزاس)
کایوتی اکرس (به انگلیسی: Coyote Acres) یک منطقهٔ مسکونی در ایالات متحده آمریکا است که در شهرستان جیم ولز، تگزاس واقع شده‌است. کایوتی اکرس ۱۳٫۲ کیلومتر مربع مساحت و ۳۸۹ نفر جمعیت دارد و ۷۰ متر بالاتر از سطح دریا واقع شده‌است.